# Batracomorphus torquatus
Batracomorphus torquatus är en insektsart som beskrevs av Knight 1983. Batracomorphus torquatus ingår i släktet Batracomorphus och familjen dvärgstritar. Inga underarter finns listade i Catalogue of Life.